# Barrage du Sapt
Le barrage du Sapt/des Plats est un barrage de type poids, barrant du haut de ses 18 m la Semène entre Saint-Genest-Malifaux et Jonzieux (Loire), il est la propriété de Firminy et permet l'approvisionnement en eau potable des 17 000 habitants de la ville. Le surplus est vendu aux communes voisines.

## Contexte et acteurs
Le mur est érigé en 1957 afin d'alimenter la commune, ainsi que trois attenantes en eau potable. Mais aussi les nombreuses industries du secteur, en renfort du barrage de l'Échapre, jugé insuffisant : les élus appelous escomptent une forte croissance démographique, qui ne se produira jamais.
Neuf autres communes disséminées sur les deux départements, Haute-Loire au sud, se regroupent à la même période en un Syndicat des Eaux de la Semène, qui rachète à Firminy l'eau traitée. Des tensions voient le jour entre propriétaire-exploitant et utilisateurs, car le bassin appelou perd de la population, alors que les membres du syndicat, communes rurales, connaissent depuis les années 1990 une forte expansion. Il devient impératif de revoir les modalités de fonctionnement, la répartition de la matière première.

## Événements contemporains
La vidange du barrage, imposée par la loi tous les dix ans, n'a jamais été effectuée. Cette négligence devient problématique en 2003, lorsque la forte sécheresse est suivie des pluies importantes de l'automne ; la succession subite des deux évènements conduit à un remplissage trop rapide du barrage, causant des failles profondes à sa base et rendant la vidange urgente. Elle sera finalement entamée le 30 septembre 2005 : en l'espace de deux semaines, les 1 500 000 m3 d'eau sont déversés. Après cette étape qui constitue la vidange en tant que telle, il faut encore attendre que les 20 000 m3 de sédiments se vident. Lors de cette phase d'écoulement sédimentaire, dans la nuit du 18 octobre, la boue s'engouffre trop vite à travers les vannes, baignant la rivière d'une couche de 20 cm de limon. Les pêcheurs locaux sont impuissants à lutter contre cette vague de pollution : 700 kg de perches, sandres et carpes sont récupérés et transférés dans un réservoir temporaire, mais plusieurs tonnes de poisson dépérissent dans la boue, ou déchiquetés dans les grilles de filtrage.
Cette catastrophe menace non seulement l'approvisionnement en eau potable des communes en aval, mais aussi la reproduction des truites et par conséquent la pisciculture locale. De plus, la vidange révèle le mauvais état du barrage, tel qu'une crue le ferait céder. Une ouverture d'urgence de trois mètres de large sur trois mètres de long est pratiquée à la base du barrage, permettant le libre écoulement de la Semène pour la première fois en quarante-sept ans. Les évènements conduisent à la mise en doute de l'utilité de la construction. La mobilisation des associations environnementales locales et nationales aboutissent à un nouveau programme d'aménagement du territoire ligérien proposé par le collectif « Loire vivante », consistant à supprimer les barrages inutiles sur le cours du fleuve Loire, où il s'en trouve près de dix milliers de petite taille et trente-huit grands (de plus de 20 m de hauteur).
À ce stade des négociations, un conflit d'intérêts entre en considération avec le maire de Saint-Genest-Malifaux pour qui le plan d'eau créé par le barrage est un atout touristique. Ses partisans sont avantagés lorsque l'agence de l'eau Loire-Bretagne annonce pouvoir financer un tiers des six millions d'euros nécessaires à sa reconstruction. Le 22 mai 2012, la préfecture autorise le début des travaux, durant lesquels 8 000 m2 de béton vont être déposés pour doubler l'ancien ouvrage et reconstituer le mur de 21 m de hauteur. Toutefois, à la suite des efforts des associations environnementales, le tribunal administratif de Lyon annule l'arrêté le 14 novembre 2013 alors que les travaux ont commencé depuis plus d'un an, donnant pour motif un « défaut d'information » des élus locaux. Les travaux sont arrêtés, laissant alors le mur du nouveau barrage inachevé et la Semène malgré tout libre de son cours.
Les travaux, réalisés par l’entreprise Bouygues, reprennent en mars 2014 pour se terminer en novembre 2014.
Le 28 février 2015, le collectif Loire Amont Vivante annonce que la Commission européenne a été saisie par différentes associations. L'Union européenne aurait demandé à l'État quelques précisions concernant la reconstruction du barrage, notamment si elle respectait le droit européen.
Finalement le remise en eau est effectuée au printemps 2015, permettant à la commune de Saint-Genest-Malifaux d'affirmer, sur son site officiel, l'« incontournable » intérêt touristique du lieu.

## Galerie

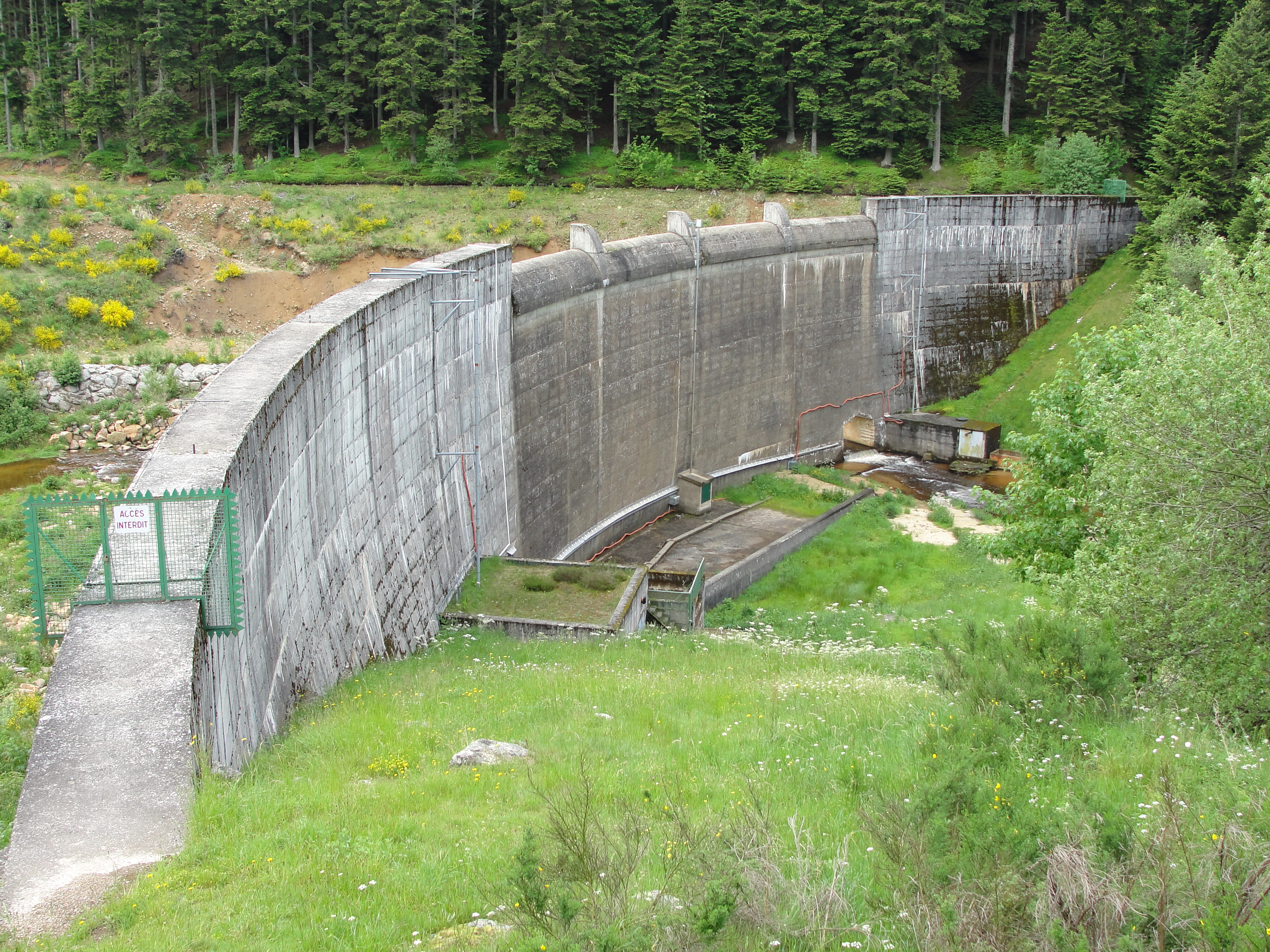
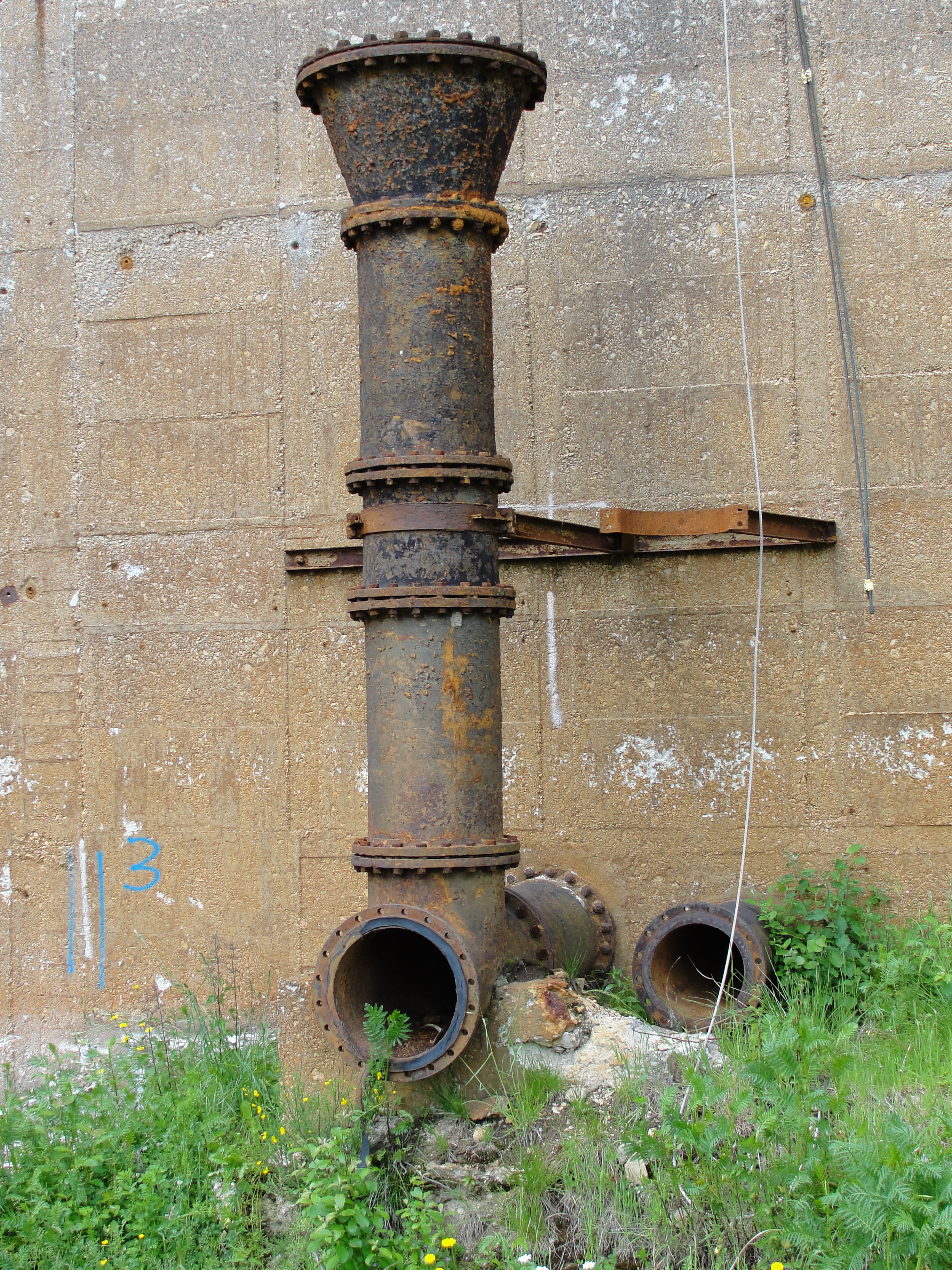
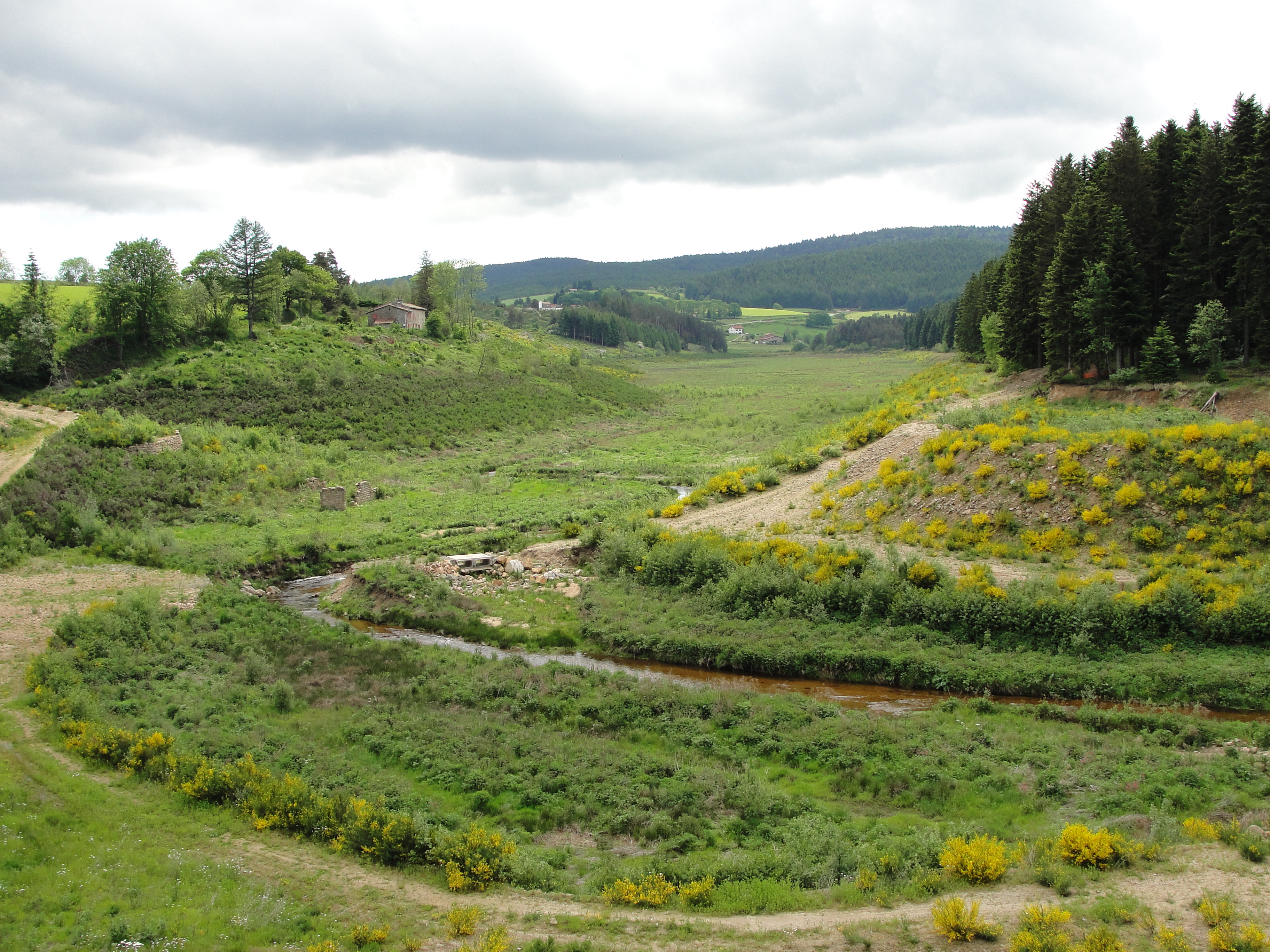
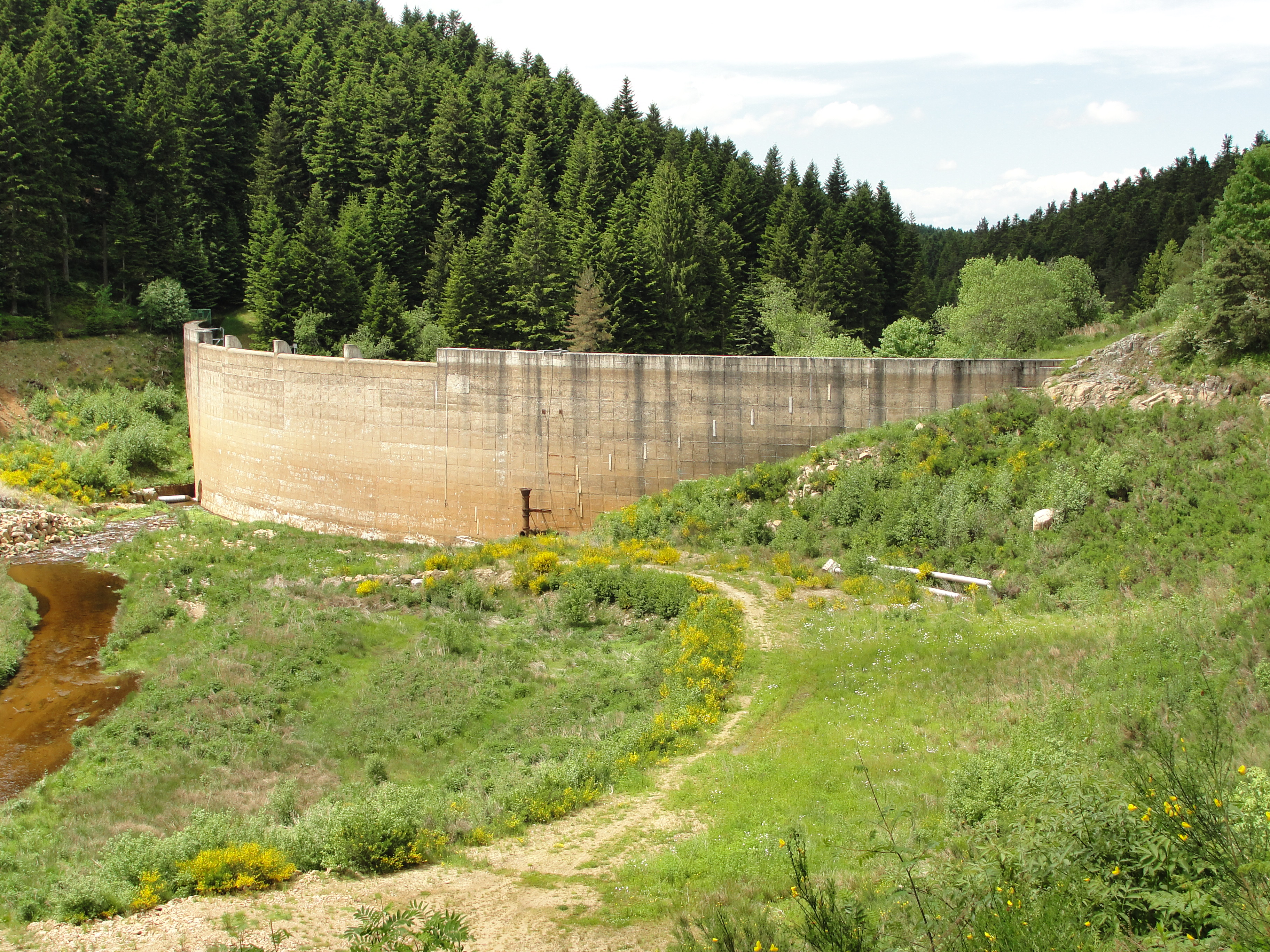